# 浅野長恒
浅野 長恒 （あさの ながつね、万治元年（1658年） - 享保17年9月7日（1732年10月25日））は、江戸時代中期の旗本寄合。播磨国赤穂藩浅野家の分家（若狭野浅野氏）にあたる。幼名は大石万千代。通称は長三郎（ちょうさぶろう）、のち隼人（はやと）。官位は従五位下、美濃守・壱岐守・市正（いちのかみ）。

## 生涯
赤穂藩浅野家家老の大石良重の長男として誕生した。母は赤穂藩主浅野長直の娘。はじめ大石万千代と名づけられたが、母方の血統に従って、長直の養子に入って浅野長三郎と改名し、寛文10年（1670年）2月28日にはじめて将軍徳川家綱に拝謁した。
寛文11年（1671年）3月5日には赤穂藩領から新田3000石を分知されて寄合旗本に列した。元禄6年（1693年）5月10日、幕府御使番に就任し、11月17日には目付にかわって日光山へ派遣された。また12月18日には布衣（六位相当になったことを意味する）の着用を許された。元禄7年（1694年）に目付代として大坂にあった時、大和国宇陀松山藩主織田信武が発狂して自殺するという事件が起こったが、11月7日に幕府からその調査を命じられて宇陀松山藩へ赴いた。元禄12年（1699年）2月28日には第14代目山田奉行に就任。元禄13年（1700年）12月21日には従五位下・美濃守に叙任した。
しかし、元禄14年（1701年）3月14日、宗家の当主浅野長矩が吉良義央に刃傷に及んだ罪に連座して出仕禁止となり、5月6日出仕は許されるも山田奉行の職は解任されて、また将軍への拝謁も禁止されたままだったが、6月25日になって拝謁を許された。
出仕が許可されると、長恒は又従兄弟にあたる大石良雄の討ち入りに反対し、宗家の広島藩と共に進藤俊式や小山良師らを説得して同志の盟約から抜けさせるなど、一党の切り崩しを図った。
しかし結局、元禄15年（1702年）12月15日、赤穂事件が起きてしまい、長恒は再び出仕を止められたが、元禄16年（1703年）3月8日に許された。
正徳元年（1711年）5月1日堺奉行に就任。享保6年（1721年）10月17日紀伊国和歌浦東照宮の御宮および其余の神社に奉幣の御使をつとめた。後この功績で時服三領を賜った。享保14年（1729年）7月25日高齢を理由に職を辞し、享保17年（1732年）9月7日に死去。享年75。高輪泉岳寺に葬られた。法名良啓。
なお妻は、赤穂城収城を命じられた木下公定（実父は遠山友貞）の養女であった。子に浅野長豊、大久保忠高、富沢利実、柳沢信孝室らがいる。

## 居城（陣屋）
- 若狭野陣屋 - 播磨国赤穂郡相生村若狭野（現在の相生市若狭野）[1]。

## 旗本屋敷
江戸屋敷は新大橋際（現在の中央区日本橋浜町）にあった。